# Bosnië en Herzegovina op het Türkvizyonsongfestival
Bosnië en Herzegovina neemt sinds de eerste editie in 2013 onafgebroken deel aan het Türkvizyonsongfestival. Het land heeft in totaal 4 keer deelgenomen aan het festival.

## Geschiedenis

### 2013
Bosnië en Herzegovina was een van de 25 deelnemende landen en regio's aan het eerste Türkvizyonsongfestival. De Bosnische omroep, Hayat TV, besloot om intern te bepalen welke artiest naar het Turkse Eskişehir zou gaan. De band Emir & Frozen Camels werd voorgesteld als Bosnische inzending. Dit was meteen de eerste bevestigde artiest voor het Türkvizyonsongfestival. Ruim een maand later werd hun lied Ters Bosanka voorgesteld, waarmee de band samenwerkte met Mirza Šoljanin. 
Hoewel de band in een interview aankondigde op het festival in het Turks te zingen, werd het lied op het festival zelf volledig in het Bosnisch vertolkt. In Turkije moest Bosnië en Herzegovina eerst aantreden in de halve finale. Deze werd overleefd waardoor het land twee dagen later mocht optreden in de finale. Hierin was de Bosnische act als vijfde aan de beurt, waarna Bosnië en Herzegovina eindigde op een gedeelde zesde plaats.

### 2014
Het jaar nadien was Bosnië en Herzegovina weer van de partij  in Kazan in Tatarije. Opnieuw werd intern bepaald wie namens het land zou aantreden op het festival. Ditmaal werd Mensur Salkić uitgekozen met het Bosnische lied Šutim. Ter gelegenheid van het festival werd ook een Turkse variant met de titel: Susuyorum gemaakt. 
In de halve finale trad de Bosnische inzending van Salkić als zestiende op. Met 171 punten eindigde hij op de elfde plaats en kwalificeerde zich zo voor de finale. Echter kwam men na het publiceren van de resultaten van de halve finale tot de conclusie dat het scoresysteem drie punten te veel had gegeven aan Bosnië en Herzegovina. Hierdoor zou Bosnië en Herzegovina, dat oorspronkelijk wel naar de finale mocht, als dertiende eindigen in de halve finale en net buiten de twaalf finaleplaatsen vallen. De organisatie besloot nadien om de vijftien beste landen van de halve finale naar de finale door te gaan. In die finale moest Salkić als twaalfde optreden, na Azerbeidzjan en voor Macedonië. Toen alle punten binnen waren, bleek dat Salkić op de tiende plaats geëindigd was.

### 2015
Ook in 2015 nam Bosnië en Herzegovina deel aan het festival. Net zoals in de twee voorgaande jaren besloot de omroep om intern een kandidaat te kiezen. De keuze viel op Adis Škaljo en zodoende mocht hij met het lied Pa šta naar Istanboel gaan. Voor het eerst was er geen halve finale op het Türkvizyonsongfestival, maar traden alle 21 deelnemers aan in één grote finale. Bosnië en Herzegovina was als vijfde aan de beurt, na de inzending van Wit-Rusland en voor Bulgarije. Škaljo kreeg 153 punten en eindigde daarmee in de middenmoot.

### 2016
Eind september 2016 meldde de Bosnische omroep dat het nog niet besloten had of het land zou deelnemen aan de vierde editie. Begin december werd het festival echter verplaatst naar maart 2017 en zou de organisatie in handen komen van de Kazachse omroep. Uiteindelijk werd ook deze datum verschoven naar september 2017..

### 2020
Bij het festival in 2020 was Bosnië en Herzegovina opnieuw van de partij. Wegens de korte inschrijfdeadline werd besloten om geen nationale finale te organiseren, maar om de inzending intern te kiezen. De keuze viel op Armin Muzaferija. Omwille van de coronapandemie vond het festival online plaats en waren de optredens vooraf opgenomen. Muzaferija kwam als vierde aan de beurt en sloot de avond af op de 3de plaats. Dit is tot op heden de beste prestatie voor Bosnië en Herzegovina op het festival.

## Bosnische deelnames
| Jaar | Artiest                          | Titel        | Fin. | Ptn. | Semi | Ptn. | Taal     |
| ---- | -------------------------------- | ------------ | ---- | ---- | ---- | ---- | -------- |
| 2013 | Emir & Frozen Camels feat. Mirza | Ters Bosanka | 6    | 187  | -    | -    | Bosnisch |
| 2014 | Mensur Salkić                    | Šutim        | 10   | 176  | 13   | 168  | Bosnisch |
| 2015 | Adis Škaljo                      | Pa šta       | 12   | 153  |      |      | Bosnisch |
| 2020 | Armin Muzaferija                 | Džehva       | 3    | 194  |      |      | Bosnisch |

| Kleur | Betekenis      |
| ----- | -------------- |
|       | Eerste plaats  |
|       | Tweede plaats  |
|       | Derde plaats   |
|       | Laatste plaats |
|       | Gastland       |